# Saint John (Barbados)
Saint John és una parròquia de Barbados, al costat est de l'illa. Allà se situen districtes com Ashford o Kendal, així com l'església de la Parròquia de Saint John, amb vistes sobre l'Atlàntic.

## Llocs d'interès
Ashford Bird Park, un santuari natural de pardals i altres animals.